# 南昌铁路运输中级法院
南昌铁路运输中级法院是中华人民共和国江西省的铁路运输中级法院。

## 沿革
1984年9月18日铁道部决定从同年10月1日起，撤销西安铁路局，并入郑州铁路局；撤销南昌铁路局，并入上海铁路局。南昌铁路运输中级法院随之撤销。
1996年8月8日南昌铁路局第三次成立。此后南昌铁路运输中级法院随之于1997年成立。
2012年6月14日，南昌铁路运输中级法院脱离南昌铁路局，移交给地方管理。

## 历任院长
- 洪英明（2000年9月－2009年）[6][7]
- 陈修腾（2009年6月－）[4]

## 对应铁路运输基层法院
- 南昌铁路运输法院
- 福州铁路运输法院